# Palais présidentiel du Suriname
Le palais présidentiel du Suriname (en néerlandais: Presidentieel paleis van de Republiek Suriname) est le palais présidentiel de la république du Suriname. Il est situé dans la capitale, Paramaribo, faisant face à la Place de l'Indépendance (Onafhankelijkheidsplein), qui est également adjacente à l'Assemblée nationale du Suriname, au bâtiment du Congrès, à la Cour de justice et au ministère des Finances. Il s'agit de l'un des exemples les plus prolifiques et les mieux entretenus de l'architecture coloniale néerlandaise au Suriname et fait partie du site du centre-ville de Paramaribo, inscrit au patrimoine mondial de l'UNESCO.

## Histoire
Le palais actuel est construit en 1730, lorsque l'ancien gouverneur général du Suriname, Carel Emilius Henry de Cheusses, décide d'y agrandir le palais du gouverneur déjà existant. Par la suite, le palais subit de multiples changements, mais son état se détériore lentement. En 1780, le gouverneur général, Bernard Texier, décide donc d'y entreprendre des rénovations majeures. Une grande galerie est ajoutée en plus d'un troisième étage. Ce n'est toutefois qu'en 1911 que le palais est agrandi pour atteindre sa taille actuelle, avec l'ajout d'un portique et d'une terrasse. Le bâtiment reçoit au fil des années de nombreux ajouts ornementaux, comme les poutres cintrées du balcon et le bouclier de la Société du Suriname (une société privée chargée de l'administration de la colonie) placé au troisième étage.
Il est majoritairement construit en pierre, bien que ses étages supérieurs soient en bois.

## Utilisation actuelle
Bien que toujours la résidence officielle du chef d'État du Suriname, le président du Suriname, le palais est actuellement utilisé comme lieu d'événements gouvernementaux et diplomatiques. Il constitue le symbole de l'indépendance du Suriname en 1975 et est depuis plus connu sous le nom de « Het Presidentieel Paleis » (le palais présidentiel).